# Skärvs församling
Skärvs församling var en församling i Skara stift och i Skara kommun. Församlingen uppgick 2010 i Axvalls församling.

## Administrativ historik
Församlingen har medeltida ursprung. 
Församlingen var till 1436 annexförsamling i pastoratet Lundby och Skärv för att därefter till 1540 vara annexförsamling i pastoratet Eggby, Öglunda, Istrum, Skärv och Lundby som även före 1452 omfattade Ölanda församling. Från 1540 till 1575 annexförsamling i pastoratet Varnhem och Lundby och därefter till 1992 vara annexförsamling i pastoratet Varnhem, Eggby, Istrum, Öglunda, Lundby och Skärv. Från omkring 1575 till omkring 1600 moderförsamling i pastoratet Skärv, (Norra) Ving och Stenums församling. Från omkring 1600 till 2002 annexförsamling i pastoratet (Norra) Ving, Stenum och Skärv och som också från 1 maj 1922 omfattade Skånings-Åsaka församling. Från 2002 till 2010 församling i Skara pastorat. Församlingen uppgick 2010 i Axvalls församling.

## Organister
| Period    | Namn                                              | Levnadstid | Övrigt   |
| --------- | ------------------------------------------------- | ---------- | -------- |
| 1722      | Valentinsson (Faltinsson), Valentin (Faltin), d ä | 1643–1722  | Organist |
| 1722–1732 | Valentinsson (Faltinsson), Valentin (Faltin), d y | 1678–1734  | Organist |

## Kyrkor
- Skärvs kyrka